# Freak Show (phim)
Freak Show là một bộ phim hài kịch Mỹ năm 2017 của đạo diễn Trudie Styler và được viết bởi Patrick J. Clifton và Beth Rigazio, dựa trên tiểu thuyết cùng tên của James St. James. Ngôi sao điện ảnh Alex Lawther, Abigail Breslin, AnnaSophia Robb, Ian Nelson, Celia Weston, Laverne Cox và Bette Midler.
Bộ phim đã được công chiếu trên toàn thế giới tại Liên hoan phim quốc tế Berlin vào ngày 13 tháng 2 năm 2017. Nó được phát hành vào ngày 12 tháng 1 năm 2018, bởi IFC Films.

## Diễn viên
- Alex Lawther vai Billy Bloom, một thiếu niên vui tính, tốt bụng và là học sinh mới tại một trường trung học cực kỳ bảo thủ[3]
  - Eddie Schweighardt vai Billy Bloom trẻ
- Abigail Breslin vai Lynette, đội trưởng đội cổ vũ và ong chúa trường trung học, và đối thủ của Billy[4][5]
- Bette Midler vai Muv, mẹ của Billy[6]
- Larry Pine vai ba của Billy[4]
- AnnaSophia Robb vai Blah Blah Blah[6] / Mary Jane
- Ian Nelson vai Mark "Flip" Kelly, bạn của Billy[6]
- Lorraine Toussaint vai Flossie, bảo mẫu của Billy[6]
- Laverne Cox vai Felicia, một phóng viên[4]
- Willa Fitzgerald vai Tiffany[4]
- Celia Weston vai Florence
- Walden Hudson vai Bib Oberman

## Sản xuất
Vào ngày 2 tháng 10 năm 2015, thông báo rằng Trudie Styler sẽ ra mắt đạo diễn của cô ấy với bộ phim người lớn trẻ LGBT Freak Show, dựa trên cuốn tiểu thuyết cùng tên của James St. James. Patrick J. Clifton và Beth Rigazio chuyển thể tiểu thuyết, trong khi các nhà sản xuất của bộ phim sẽ là Celine Rattray, Charlotte Ubben và Styler thông qua Maven Pictures cùng với Drew Barrymore và Nancy Juvonen Phim hoa, và Jeffrey Coulter và Bryan Rabin.
Quay phim chính trên phim bắt đầu vào ngày 27 tháng 10 năm 2015 tại Thành phố New York. Dan Romer sáng tác số điểm của bộ phim.

## Phát hành
Bộ phim đã có buổi ra mắt thế giới tại Liên hoan phim quốc tế Berlin vào ngày 13 tháng 2 năm 2017. Ngay sau đó, IFC Films mua quyền phân phối của Hoa Kỳ cho bộ phim. Nó được phát hành vào ngày 12 tháng 1 năm 2018.

## Tiếp nhận
Trên trang web tổng hợp đánh giá Rotten Tomatoes, bộ phim giữ tỷ lệ phê duyệt 51% dựa trên 37 đánh giá và xếp hạng trung bình 5,51/10. Đồng thuận quan trọng của trang web đọc, "Freak Show dựa vào các màn trình diễn hấp dẫn và rõ ràng là ý định tốt để bao quát cho câu chuyện sáo rỗng và hướng đi không đồng đều của nó - và đối với một số người xem, nó có thể là đủ." Trên Metacritic, bộ phim có điểm trung bình là 54 trên 100, dựa trên 8 chỉ trích, cho thấy "đánh giá hỗn hợp hoặc trung bình".